# 과천 연주암 삼층석탑
과천 연주암 삼층석탑(果川 戀主菴 三層石塔)은 대한민국 경기도 과천시 중앙동 연주암에 있는, 고려시대에 만들어진 삼층석탑이다. 1980년 6월 2일 경기도의 유형문화재 제104호로 지정되었다.

## 개요
연주암 대웅전 앞에 서 있는 3층 석탑이다. 연주암은 통일신라 문무왕 17년(677) 의상대사가 ‘관악사(冠岳寺)’라는 이름으로 창건하였다. 그 후 여러 차례의 단장을 거치고, 양녕대군과 효녕대군이 머물면서 연주암이라 부르게 되었다.
탑은 1층 기단(基壇) 위에 3층의 탑신(塔身)을 올리고 머리장식을 얹은 형태이다. 바닥돌에는 연꽃을 둘러 장식하고, 기단 네 모서리와 탑신의 몸돌에는 기둥모양을 새겼다. 두툼한 지붕돌은 밑면에 1층은 4단, 2·3층은 3단의 받침을 두어 규칙성을 잃고 있다. 꼭대기에는 노반(露盤:머리장식 받침) 위로 앙화(仰花:활짝 핀 연꽃 모양의 장식), 보주(寶珠:구슬 모양의 장식)가 놓여 머리장식을 하고 있다.
전체적으로 정연하고 균형 잡힌 안정감을 준다. 조선 태종의 첫째 왕자인 양녕대군과 둘째 왕자 효령대군이 셋째 왕자인 충녕대군에게 왕위를 계승할 것을 부탁한 후 궁궐을 나와 이곳에 머무르며 수도할 때, 효령대군이 세운 탑이라고 전하고 있다. 하지만 기단이 1층이고, 탑신의 지붕돌이 두툼하고 받침수가 줄어드는 등 조성수법에 있어 고려시대 석탑의 특징을 보이고 있어 고려시대의 탑으로 추정된다.

## 같이 보기
- 연주암